# سلبعلی کریمی
سلبعلی کریمی (زاده ۱۳۳۸ مسجدسلیمان) مدیر اجرایی ایرانی است، که در حال حاضر بعنوان مشاور امور فنی معاون مدیرعامل شرکت ملی نفت ایران فعالیت می‌کند. وی پیشتر مدیرعامل و نایب رئیس هیئت مدیره شرکت نفت مناطق مرکزی ایران بود. این شرکت هم‌اکنون بزرگترین تولیدکننده گاز طبیعی و چهارمین تولیدکننده نفت ایران است.
کریمی دانش‌آموخته کارشناسی ارشد مهندسی مکانیک از دانشگاه صنعت نفت است و فعالیت در صنایع نفت و گاز را از شرکت ملی مناطق نفت‌خیز جنوب آغاز کرد. وی در فاصله سال‌های ۱۳۸۳ تا ۱۳۹۲ برای نزدیک به یک دهه به‌عنوان نخستین مدیرعامل شرکت نفت و گاز اروندان فعالیت می‌نمود. کریمی سابقه مدیریت در جایگاه مدیر پروژه‌های نفت‌وگاز و معاون مدیرعامل شرکت ملی مناطق نفت‌خیز جنوب، (بزرگترین تولیدکننده نفت ایران) همچنین عضویت در کمیته راهبری اصلاح ساختار شرکت ملی نفت ایران را نیز در کارنامه شغلی خود دارد.